# Ulmeria pallida
Ulmeria pallida is een schietmot uit de familie Hydropsychidae. De soort komt voor in China, en de naam werd in 1932 als Ulmeria pallida gepubliceerd door Longinus Navás. Nathan Banks beschreef eerder, in 1920, een schietmot uit Madagaskar, met de naam Hydropsyche pallida, nu Cheumatopsyche pallida. Wanneer beide soorten in het geslacht Cheumatopsyche worden geplaatst, dan levert de naam van Navás uit 1932 geen geldige combinatie op. Zolang de taxonomische status van deze soort onduidelijk is, en er geen nomen novum in Cheumatopsyche is gepubliceerd, wordt dit taxan hier onder de originele combinatie behandeld.